# Троицкий храм (Павловск)

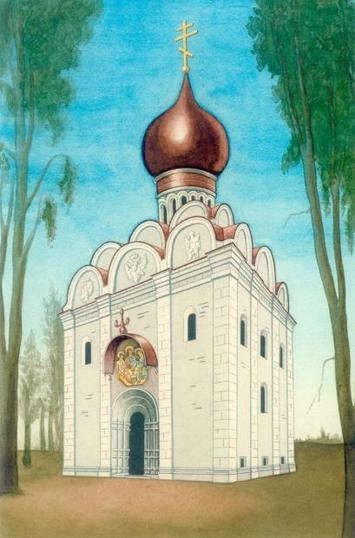
Эскизный проект храма.
1912 год

Хра́м Свято́й Живонача́льной Тро́ицы — православный храм в городе Павловске под Санкт-Петербургом.
Приход храма относится к Санкт-Петербургской епархии Русской православной церкви, входит в состав Пушкинского (Царскосельского) благочиния.

## История

### Первый храм
Мысль возвести церковь в Дубовом садике возникла в 1901 году у павловской дачевладелицы Ксении Тарасовны Ивановой. Однако разрешение на строительство храма она не получила и собранные средства передала на возведение новой гарнизонной церкви святителя Николая Чудотворца.
Накануне празднования 300-летия Дома Романовых, кроме юбилейного храма в Тярлево, было решено возвести ещё один. Для его строительства владелец Павловска великий князь Константин Константинович отвёл место в Дубовом садике, между Правленской, Конюшенной, Песчаной улицами и Воробьиным переулком. Строительную комиссию возглавил близкий семье князя отставной полковник лейб-гвардии Измайловского полка Иван Николаевич Смирнов, главный инициатор возведения храма. Почётным же председателем комиссии стал князь императорской крови Иоанн Константинович.
30 марта (12 апреля) 1913 года на углу участка у Воробьиного переулка была заложена небольшая деревянная часовня, освящённая уже 2 (15) июня. Главной святыней часовни стал список иконы Божией Матери «Знамение» Понетаевской, пожертвованный по просьбе Д. Н. Ломана игуменией Серафимо-Понетаевского монастыря. К тому времени было собрано 25000 рублей из необходимых 100000.
Закладку самого храма совершил 24 июня (7 июля) 1913 года митрополит Санкт-Петербургский и Ладожский Владимир (Богоявленский). В основание храма была заложена принесённая из Феодоровского собора частица мощей святителя Алексия, митрополита Московского и серебряная закладная доска с памятным текстом. Согласно проекту архитектора Л. А. Ильина, утвержденному 16 (29) октября 1912 года великим князем, белокаменная церковь в неорусском стиле должна была иметь два придела — верхний во имя Святой Животворящей Троицы и нижний, пещерный, во имя Казанской иконы Божией Матери. В нижнем храме, по мнению исследователей, предполагалось устроить усыпальницу великих князей Константиновичей. К 1917 году храм был возведён только до барабана; затем строительство было остановлено. Само здание было разрушено в начале 1930-х годов. Сохранившийся фундамент был использован при строительстве 31-й пожарной части.

### Современная церковь
Предложение возвести рядом пожарной частью памятный храм выдвинул в 2004 году её начальник Георгий Михайлович Салтанов. В июле 2005 года строительство благословил митрополит Санкт-Петербургский и Ладожский Владимир (Котляров). Закладка храма состоялась в мае 2007 года. Строительство велось на средства генерального директора ООО «Медикор-София» Николая Владимировича Балахонского при поддержке пожарной части и местной администрации. 2 февраля 2008 года храм был освящён благочинным Царскосельского округа протоиереем Геннадием Зверевым.
Новопостроенный храм был сначала приписан к Спасо-Преображенской церкви в посёлке Тярлево, а затем в нём служили священники Софийского собора в Царском Селе. С апреля 2015 года — самостоятельный приход.

## Архитектура, убранство
Бревенчатый храм с одной главкой построен в стиле олонецкого деревянного зодчества. На восточном фасаде храма помещён деревянный образ Святой Живоначальной Троицы. Иконостас в храме, по причине небольшой площади, отсутствует. На Горнем месте расположен круглая икона Святой Живоначальной Троицы.
Среди почитаемых святынь:
- Икона святой великомученицы Ирины Македонской с частицей мощей. Письмо афонской школы иконописи.
- Икона преподобного Серафима Саровского с частицей мощей.
- Икона Божией Матери «Тихвинская», переданная храму протоиереем Геннадием Зверевым.